# Hove (Eitorf)
Hove ist ein Ortsteil von Keuenhof-Hove und ein ehemals selbständiger Ortsteil der Gemeinde Eitorf.

## Lage
Hove liegt in der Eitorfer Schweiz auf dem Leuscheid in einer Höhe von über zweihundert Meter über N.N. Entfernte Nachbarorte sind neben Keuenhof Obenroth und Stein.

## Einwohner
1885 hatte Hove 13 Wohngebäude und 57 Einwohner.
1925 waren hier 19 Haushalte verzeichnet.